# Straszak jaskiniowy
Straszak jaskiniowy (Mormoops megalophylla) – gatunek ssaka z rodziny straszakowatych (Mormoopidae). Straszak jaskiniowy jest jednym z dwóch istniejących gatunków w swoim rodzaju, drugim jest znacznie mniejszy straszak antylski (Mormoops blainvillii). Jest ssakiem nocnym i poluje za pomocą echolokacji.

## Taksonomia
Gatunek po raz pierwszy zgodnie z zasadami nazewnictwa binominalnego nazwał w 1864 roku niemiecki zoolog Wilhelm Peters nadając mu nazwę Mormops megalophylla. Holotyp pochodził z Parrós, w Coahuili, w Meksyku.
Zapisy kopalne M. mogalophylla pochodzą z kilku wysp Wielkich i Małych Antyli, Bahamów, Florydy (Stany Zjednoczone) i z Bahii (Brazylia), co sugeruje, że ich występowanie w późnym czwartorzędzie było większe niż w czasach współczesnych. Autorzy Illustrated Checklist of the Mammals of the World rozpoznają cztery podgatunki. Podstawowe dane taksonomiczne podgatunków (oprócz nominatywnego) przedstawia poniższa tabelka:
| Podgatunek       | Oryginalna nazwa              | Autor i rok opisu | Miejsce typowe                                                                                              |
| ---------------- | ----------------------------- | ----------------- | --- |
| M. m. carteri    | Mormoops megalophylla carteri | J.D. Smith, 1972  | Gruta Rumichaca, 2 mi (3 km) na wschód od La Paz, na wysokości 8700 ft (2652 m), Prowincja Carchi, Ekwador. |
| M. m. intermedia | Mormoops intermedia           | G.S. Miller, 1900 | Jaskinia w Hatto, na północnym wybrzeżu Curaçao, Małe Antyle.                                               |
| M. m. tumidiceps | Mormoops tumidiceps           | G.S. Miller, 1902 | Jaskinie Gourde Caves, Trynidad, Trynidad i Tobago.                                                         |

### Etymologia
- Mormoops: gr. μορμώ mormō „postrach, straszydło, straszak”; ωψ ōps, ωπος ōpos „wygląd”[15].
- megalophylla: gr. μεγας megas, μεγαλη megalē „wielki”[16]; φυλλον phullon „liść”[17].
- carteri: Dilfort C. Carter (ur. 1930), amerykański chiropterolog[7].
- intermedia: łac. intermedius „pośredni, coś pomiędzy”[18].
- tumidiceps: łac. tumidus „spuchnięty, wypukły”, od tumere „spuchnąć”[19]; -ceps „-głowy”, od caput, capitis „głowa”[20].

## Zasięg występowania
Straszak jaskiniowy występuje w regionach wilgotnych, suchych i półsuchych. Wydaje się, że preferują regiony poniżej 3000 m nad poziomem morza. W Stanach Zjednoczonych znaleziono je w południowym Teksasie i Arizonie. Znaleziono je także w Meksyku oraz we wschodnim Hondurasie i Salwadorze. Nie znaleziono ich obecności w Kostaryce lub Panamie. Największe ilości tych nietoperzy są znajdowane wzdłuż wybrzeży Karaibów Ameryki Południowej w krajach takich jak Kolumbia, Wenezuela, Trynidad i Tobago. Istnieją również informacje o ich występowaniu wzdłuż wybrzeży Pacyfiku to jest w Kolumbii, Ekwadorze i północnym Peru.
Najwcześniejsza wzmianka o tych nietoperzach pochodzi z późnej epoki plejstocenu, kiedy wydawało się, że nietoperze miały znacznie szerszy zasięg geograficzny niż obecnie, a skamieliny znaleziono daleko na północy, np. na Florydzie. Skamieliny znaleziono również na wielu karaibskich wyspach, takich jak Kuba, Jamajka, Hispaniola, Bahamy, Trynidad i Tobago czy Aruba.
Zasięg występowania w zależności od podgatunku:
- M. megalophylla megalophylla – od południowo-zachodniej Arizony i Teksasu w Stanach Zjednoczonych oraz Kalifornii Dolnej w Meksyku, na południe do zachodniej Nikaragui.
- M. megalophylla carteri – Prowincje Carchi i Pichincha, północny Ekwador i Region Lambayeque, północno-zachodnie Peru.
- M. megalophylla intermedia – Małe Antyle (Aruba, Curaçao i Bonaire).
- M. megalophylla tumidiceps – przybrzeżne i śródlądowe obszary pomiędzy pasmami środkowo-wschodnich kolumbijskich Andów, karaibskie wybrzeże Wenezueli, w tym wyspy Margarita i Trynidad.

## Morfologia
Długość ciała (bez ogona) około 56–73 mm, długość ogona 18–31 mm, długość ucha 13–16 mm, długość tylnej stopy 9–14 mm, długość przedramienia 50–61 mm; masa ciała 11–22 g. Swoją nazwę zawdzięcza nietypowemu wyglądowi twarzy, który wynika z wiszących na niej płatków skóry, słabo rozwiniętego nosa i „dużych, okrągłych uszu łączących się na czole”.
Straszak jaskiniowy jest średniej wielkości o ubarwieniu od czerwonawo-brązowego do ciemnobrązowego. Czerwonawy kolor staje się bardziej widoczny w miarę starzenia się owłosienia. Nietoperz ten ulega linieniu, zwykle między czerwcem a wrześniem. Po stronie grzbietowej linienie zaczyna się na ramionach i rozprzestrzenia się po plecach, podczas gdy po stronie brzusznej linienie zwykle zaczyna się pod skrzydłami, na szyi i brodzie, a następnie rozprzestrzenia się w dół na brzuch.
Twarze tych nietoperzy wyglądają na „zmiażdżone”. Ten dziwny wygląd jest wynikiem czterech łączących się czynników:
1. nie mają dobrze rozwiniętych nosów[21],
2. ich czoła gwałtownie unoszą się z nosa[23],
3. ich twarze składają się z bardzo grubej skóry właściwej i włókien mięśniowych
4. mają duże, okrągłe uszy, które wydają się łączyć na czole.

Nietoperze te utrzymują niezwykle wysoką temperaturę ciała, zwykle o kilka stopni wyższą niż temperatura otoczenia. W rezultacie są wrażliwe na temperatury poniżej 10 °C i mogą przetrwać w tych niższych temperaturach tylko przez kilka godzin, zanim ulegną hipotermii.

## Ekologia

### Tryb życia
Straszaki jaskiniowe preferują ciepły klimat. Mają tendencję do nocowania w dużych koloniach, jednak nie tworzą ciasnych skupisk – zazwyczaj zachowują między sobą odstępy wynoszące około 15 cm. Opuszczając swoje dzienne kryjówki (najczęściej jaskinie, szyby kopalniane lub tunele) nocą, poruszają się w gęstych, szybko lecących grupach, które rozpraszają się po dotarciu do żerowisk. Głównym źródłem pożywienia tych nietoperzy są duże ćmy. Często obserwuje się je żerujące nad wodami stojącymi.

### Rozmnażanie
Niewiele wiadomo o ich rozmnażaniu i rozwoju. Samice rodzą zwykle tylko jedno młode, najczęściej wiosną – między marcem a czerwcem. Jednak samice w okresie laktacji obserwowano także od czerwca do sierpnia. Ze względu na dużą wrażliwość ciężarnych samic na zmiany temperatury, często przebywają one głębiej w jaskiniach niż reszta kolonii. W takich miejscach łatwiej jest im oraz ich młodym utrzymać stałą temperaturę.